# 弗里德堡
弗里德堡是德国下萨克森州的一个市镇。总面积163.56平方公里，总人口10356人，其中男性5103人，女性5253人（2011年12月31日），人口密度63人/平方公里。